# عجيل بن محمد السعدون
عجيل بن محمد بن ثامر بن سعدون الكبير (توفي عام 1832) شيخ عشيرة آل سعدون من عرب العراق وأمير قبيلة المنتفق سمي بأخو سعدى تأثراً بأخواله.، حكم القبيلة بعد ان عزل والي بغداد داود باشا أميرها السابق حمود بن ثامر السعدون، بعد اشتداد الخلافات بينهما، وكان ذلك في سنة 1242هـ / 1826م. واستمر في حكم القبيلة إلى سقوط الوالي داود باشا واستلام الوالي الجديد علي رضا باشا سنة 1247هـ / 1832م. وقد توسعت الإمارة كثيرًا في عهده بعد أن دخل في معارك مع إمارة ربيعة ومشيخة الخزاعل.

## البداية
ولد عجيل من أم من قبيلة التغالبة أمراء عشائر ربيعة، وقد طلق أبوه أمه وهو صغير، وعاش في كنف اخواله طفولته وشبابه، وكان اخواله ينتخون بأخو سعدى في الشدائد، فأخذ الطفل ذلك منهم، وحافظ عليه طوال حياته على عكس ماكان ينتخي به ابناء المنتفق أو عائلة شبيب ب(منشه) أو (نورة) على التوالي.

## استلام الحكم
لم يعرف الكثير من أمره قبل تسلمه مشيخة القبيلة، إلا أن أمره ظهر عند استفحال الخلافات بين داود باشا (والي بغداد) وحمود بن ثامر السعدون بعد تمادي حمود على الوالي وابعاده موظفيه ومنعهم من دخول أراضيه. بالإضافة إلى تجاهل حمود الثامر مقابلة مندوب الوالي (إبراهيم بك آل عبد الجليل) لأمر هام سنة 1823م، ولم يقابله إلا بعد شهر من وصوله تحقيرا للوالي وإشعاره بقوة المنتفق، فضلًا عن عدم دفعه المال للحكومه منذ سنين. فبحث الباشا عن شخصية في المنتفق موازية له، فقدم إليه عجيل بن محمد الثامر يوم 15 أيلول سبتمبر 1826م / 12 صفر 1242هـ، فأكرمه الوالي واعتقد بأنه هو الأجدر لرياسة المنتفق، فأعلن عن عزل الشيخ حمود الثامر عن إمارة المنتفق وتوليتها للشيخ عجيل المعروف باسم «أخو سعدى» ثم ألبسه خلعة إمارة المنتفق يوم 17 سبتمبر / 14 صفر، وطلب من متسلم البصرة «عزيز آغا» أن يعلن ذلك في أرجاء ولاية البصرة، أربك هذا الأمر الشيخ حمود فوجه ابنيه فيصل وماجد لمحاصرة البصرة، إلا أن متسلم البصرة تمكن من استيعاب ذلك الهجوم وأفشله، ثم سلح الوالي عجيل السعدون بالكثير من الأسلحة والذخائر وأمره بالتوجه إلى سوق الشيوخ مع ضرورة التمهل والحذر في الدخول في قتال ضد الشيخ حمود. وصل الشيخ عجيل إلى قرية البغيلة (النعمانية حاليا) فورد إليه أعمامه فبايعوه فأكرمهم، وقد رافقه صفوق بن فارس الجربا لحمايته حتى وصوله إلى قبيلته. فلما رأى الشيخ حمود أن إخوانه والقبيلة تركوه والتفوا حول ابن أخيه خاصة بعد قيامه بتوزيع العطايا واعطاء الوعود، وأدرك أنه مسنود بقوة حكومية ذات كثافة نارية شديدة مكنته من امتلاك زمام الأمور، فما كان منه سوى الفرار. فقصد الكويت في البداية ثم عاد إلى بادية البصرة، فأمسك به الشيخ عجيل في نوفمبر 1826 وأرسله إلى الوزير داود باشا في بغداد فوضعه الوزير تحت الإقامة الجبرية. بعد أن حسمت الأمور لصالح الشيخ عجيل «أخو سعدى»، طمح في إقناع أبناء القبيلة بأهليته، فتبنى سياسة الترضية مع الكل، وفي مقدمتهم أعمامه وأشقائه وبني عمومته، وقد نجح في ذلك المسعى مع الجميع باستثناء أبناء حمود الثامر الذين رفضوا التسليم بما حدث وذهبوا ضيوفًا عند الشيخ غيث الكعبي شيخ المحمرة إلى حين سقوط داود باشا وسقوط حكم المماليك ووصول علي رضا باشا لحكم بغداد سنة 1831م.

## زعيم قبيلة المنتفق
بعد وصوله إلى الحكم كاتب بعض أهالي الزبير الشيخ عجيل بأن يضم بلدتهم إلى حكمه، فقام عجيل برفع المعروض إلى داود باشا (والي بغداد) وبتوقيع من أهالي الزبير، ومن بينهم التاجر «سليمان الفداغ» وهو من المقربين للوالي داود باشا، وأخوه عبد الله. فوافق الوالي وأسند الأمر إلى الشيخ عجيل. ولكن شيخ الزبير «علي بن يوسف الزهير» وأخوته اعترضوا على هذا الأمر عند متسلم البصرة «عزيز آغا» حيث لم يستشاروا، فأحضر المتسلم سليمان وعبد الله الفداغ وسجنهما، فتوقف عندها أمر الضم.

### الهجوم على المحمرة
بعد أن قبض عجيل على عمه حمود الثامر وأرسله إلى بغداد، أراد الانتقام من بني كعب وأميرها الشيخ غيث لتضامنهم مع الشيخ حمود، فحشد جيشًا قوامه 20 ألفًا من المشاة وألفين خيالة وساعده في ذلك عزيز آغا متصرف البصرة، ثم هجم على ضواحي المحمرة في معركة طاحنة في شهر رمضان 1242هـ / اكتوبر 1827م انتهت بنصر للكعبيين وهزيمة جيش المنتفق. ثم عاد الشيخ عجيل بعد أن جهز جيشا من بغداد وماردين وديار بكر، وطلب عزيز آغا من حاكم الكويت جابر الصباح المساعدة في هجومهم الجديد ضد الكعبيين، واندلعت معركة طاحنة في 24 صفر 1243هـ / 24 سبتمبر 1827م في منطقة تابعة للمحمرة يقال لها البريم، وانتهت المعركة أيضا بانتصار الكعبيين. ثم تدخل الكويتيون فانتصروا بعد أن تكبدوا خسائر بلغت 20 قتيلًا، واخذوا قرية البريم، وبعدها أصبحت المعركة مجرد حصار للمحمرة، فاضطر الشيخ غيث أن يطلب الصلح من والي بغداد داود باشا الذي وافق وطلب من رجاله الانسحاب بعد أن أعاد الكعبيون جميع المدافع والأسلحة التي استولوا عليها إلى رسول والي بغداد، وانتهت الحرب وهدمت جميع الحصون، وانسحبت الجيوش إلى بلادها، وكان ذلك يوم 15 رمضان 1243هـ / 30 مارس 1828م.

### معركة الشطرة الأولى
سعى الشيخ عجيل إلى توسيع حدود إمارته، خصوصًا في المناطق الزراعية المثمرة، فتطلع أولا إلى إمارة أخواله من ربيعة المحاددة لمناطق نفوذه الشمالية. فجهز جيشا وسار به معاكسًا لتيار نهر الغراف، فدخل مع إمارة ربيعة في معركة سميت «معركة الشطرة الأولى» في شهر ربيع الأول 1244هـ / سبتمبر 1828م، التي انتهت بانتصاره وجلاء أمراء ربيعة من مناطقهم إلى منطقة «شادي» شمال الكوت حاليًا، ونتج عن تلك المعركة انتقال ولاءات عشيرتي عبودة والركاب من ربيعة إلى المنتفق من خلال أدائهما للضرائب ومشاركتهما في معارك وغزوات المنتفق التالية، ولاحقا ولأسباب عديدة ترأست عبودة على ثلث «الأجود» مما منحها ومنح رجالها تأثيرًا كبيرًا في مجرى الأحداث السياسية والاجتماعية، خاصة في فترة الاحتلال البريطاني للعراق الذي بدأ في سنة 1915م.

### معركته مع الخزاعل
استغل الشيخ عجيل الدفعة المعنوية القوية لقبيلته بعد انتصاره في معركة الشطرة الأولى، فأراد أن يحسم حدود إمارته مع قبيلة الخزاعل. لذلك ما أن أطل فبراير 1829 / شعبان 1244هـ حتى التقى جيش المنتفق بقيادة عجيل بجيش الخزاعل الذي قاده شيخها ذرب بن مغامس آل سلمان في معركة بغرب السماوة استمرت عشرة أيام، انتهت بانتصار صعب للمنتفق وتثبيت حدودها عند شجرة سدرة ضخمة سميت بسدرة الأعاجيب. بعد أن وسمها أخو سعدى بوسم المنتفق المعروف «الشبيبية». وقد ظلت تلك الحدود قائمة حتى سنة 1852م عندما تنازل عنها أمير المنتفق منصور الراشد للدولة بعد إفرازها خارج عائدية المنتفق، مما تسبب في استياء ونزاع داخل القبيلة.

## نهاية حكمه
مع تصاعد قوة ونفوذ الشيخ عجيل أخو سعدى في المنتفق وما حولها من المناطق، إلا أن أحوال حليفه والي بغداد داود باشا كانت في انحدار بعد تدهور علاقته مع حكومة الباب العالي في اسطنبول، خصوصًا بعد أن أعدم مبعوث السلطان «صادق أفندي» فأرسل السلطان محمود الثاني إليه بجيش لمقاتلته وإنهاء حكم المماليك في العراق، والأدهى أن ذلك ترافق مع انتشار الطاعون في بداية صيف 1830م في العراق، وقد حاول داود باشا الهرب إلى المنتفق بعد أن ضاقت به السبل، إلا أن المرض وضعفه قد منعاه من تنفيذ ذلك، فاستسلم للجيش الغازي، وبذلك انتهى حكم داود باشا حليف الشيخ عجيل القوي وبدأ حكم الوالي الجديد علي رضا باشا. ومع ذلك لم تكن لدى الوالي الجديد القوة الكافية لفرض سيادته بالقوة على العشائر، لذلك أبقى كل شيخ في مشيخته، وفعل ذلك حتى مع شيوخ العشائر التي ظلت موالية لداود حتى آخر لحظة، ومنهم بلا شك كان الشيخ عجيل السعدون شيخ عشائر المنتفق. إلا أنه في نفس الوقت ترك أعداء عجيل يتجمعون ضده تحت قيادة شيخ شمر صفوق الجربا،

### معركة الشطرة الثانية
بعد رفض الشيخ عجيل البيعة للوالي الجديد، أرسل إليه قوات عثمانية بقيادة بكرآغا جليلي وسليمان الغنام شيخ العقيل ومعهم ماجد بن حمود الثامر وأخويه فيصل وعبد العزيز، وطلب الوالي من صفوق الجربا أن يرافقهم دعمًا لهم، وصفوق هو الذي قد دعم عجيل سنة 1826م ولكنه الآن قد انقلب عليه ودعم أبناء حمود الثامر. شعر عجيل ان أعدائه أكثر منه قوة فاستنجد بشيخ عشائر كعب وكذلك بشيخ الكويت جابر الصباح، إلا أنهما لم يقدما له مساعدة تذكر، فاضطر عجيل أن يخوض المعركة لوحده.
تقدمت القوات الغازية نحو مدينة سوق الشيوخ، إلا أن أخو سعدى الذي كان مستعدًا لتلك المعركة قابلهم شمال الشطرة في مارس 1832م، فدخل الطرفان في قتال استمر أسبوعًا وسميت بمعركة الشطرة الثانية، ورغم قلة قوات المنتفق ورداءة تسليحهم قياسًا لأعداد وعتاد الجيش الغازي، إلا أنهم كادوا أن يحققوا النصر لولا أن داهمهم مرض الهيضة، فسقط العديد من فرسان المنتفق دون قتال، وكان أحدهم الشيخ عجيل السعدون مما سهل للقوات الغازية أن تحقق النصر بعد مقتل عجيل على يد أبناء عمه حمود الثامر. وجرى دفنه في الموضع المسمى اصبيخ شمال شطرة المنتفق القديمة عن عمر يناهز 43 سنة. وقد استلم مشيخة المنتفق من بعده «ماجد بن حمود الثامر» بدعم من والي بغداد.